# Sphenomorphus cherriei
Sphenomorphus cherriei är en ödleart som beskrevs av  Cope 1893. Sphenomorphus cherriei ingår i släktet Sphenomorphus och familjen skinkar.

## Underarter
Arten delas in i följande underarter:
- S. c. cherriei
- S. c. ixbaac
- S. c. stuarti